# پند دادن‌خان
پند دادن‌خان (به انگلیسی: Pind Dadan Khan) یک شهر در پاکستان است که در پنجاب واقع شده‌است.